# Lapbook

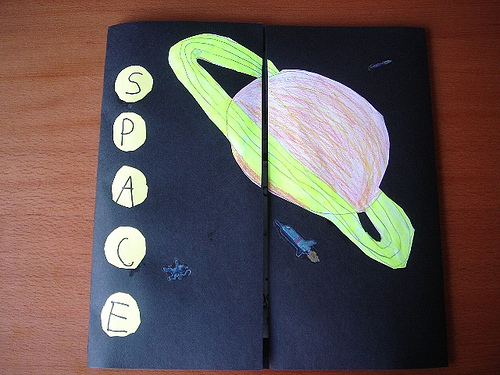
Okładka lapbooka

Lapbook, książka tematyczna, „książka na kolanach" - tematyczna teczka, w której umieszcza się najważniejsze informacje dotyczące konkretnego zagadnienia; kreatywna warstwowa książka pozwalająca na oryginalne zaprezentowanie informacji na określony temat.
Lapbook jest tworzony ręcznie, najczęściej na bazie papierowej teczki albo złożonej dużej, sztywnej kartki. Wewnątrz umieszcza się obrazki, rysunki, wykresy oraz różnorodne elementy, na których zapisuje się informacje, np. harmonijki, okienka, karteczki, koperty, kieszonki, różnego typu książeczki. 

Bywa stosowany jako forma promocji czytelnictwa np. na potrzeby konkursów bibliotecznych albo podczas warsztatów czytelniczych.  Wykorzystywany także w edukacji jako rodzaj kreatywnego zadania czy element pracy np. z lekturą szkolną.

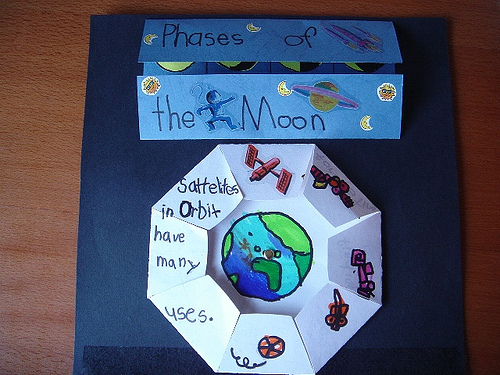
Przykładowe elementy w środku lapbooka